# Toxopsiella
Genre
Toxopsiella est un genre d'araignées aranéomorphes de la famille des Cycloctenidae.

## Distribution
Les espèces de ce genre sont endémiques de Nouvelle-Zélande.

## Liste des espèces
Selon World Spider Catalog (version 17.0, 11/06/2016) :
- Toxopsiella alpina Forster, 1964
- Toxopsiella australis Forster, 1964
- Toxopsiella centralis Forster, 1964
- Toxopsiella dugdalei Forster, 1964
- Toxopsiella horningi Forster, 1979
- Toxopsiella lawrencei Forster, 1964
- Toxopsiella medialis Forster, 1964
- Toxopsiella minuta Forster, 1964
- Toxopsiella nelsonensis Forster, 1979
- Toxopsiella orientalis Forster, 1964
- Toxopsiella parrotti Forster, 1964
- Toxopsiella perplexa Forster, 1964

## Publication originale
- Forster, 1964 : The spider family Toxopidae (Araneae). Annals of the Natal Museum, vol. 16, p. 113-151 (« texte intégral »(Archive.org • Wikiwix • Archive.is • Google • Que faire ?)).